# Lisa-Mari Moen Jünge
Lisa-Mari Moen Jünge (Molde, 21 aprile 1988) è una modella norvegese, eletta Frøken Norge 2007.
Ha rappresentato la Norvegia a Miss Mondo 2007 a Sanya, in Cina il 1º dicembre 2007, ed a Miss International 2008 a Macao, in Cina l'8 novembre 2008. In entrambi i concorsi era fra le favorite alla vittoria del titolo, ma in entrambi i casi non è riuscita ad avere accesso alle semifinali.
Jünge, che è alta un metro e settantasette centimetri, ha gareggiato nel concorso di bellezza nazionale Frøken Norge, che si è tenuto a Lillestrøm il 9 aprile 2007 e che ha decretato due vincitrici. Lisa-Mari ha vinto il titolo Frøken Norge World, mentre il titolo di Frøken Norge Universe è andato a Kirby Ann Basken che ha partecipato a Miss Universo 2007 nel corso dello stesso anno.